# Croix d'Adélaïde

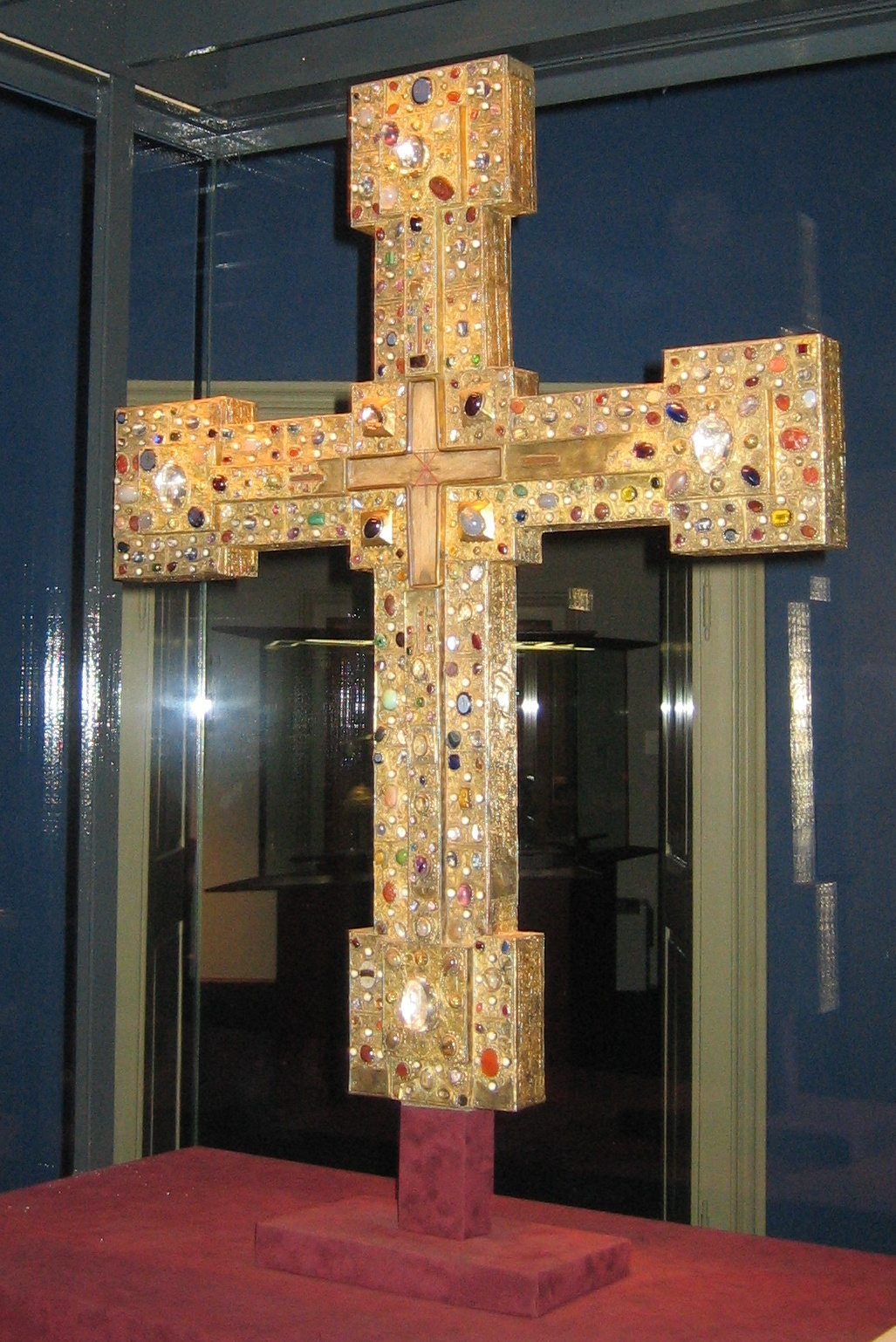
La Croix d'Adélaïde.

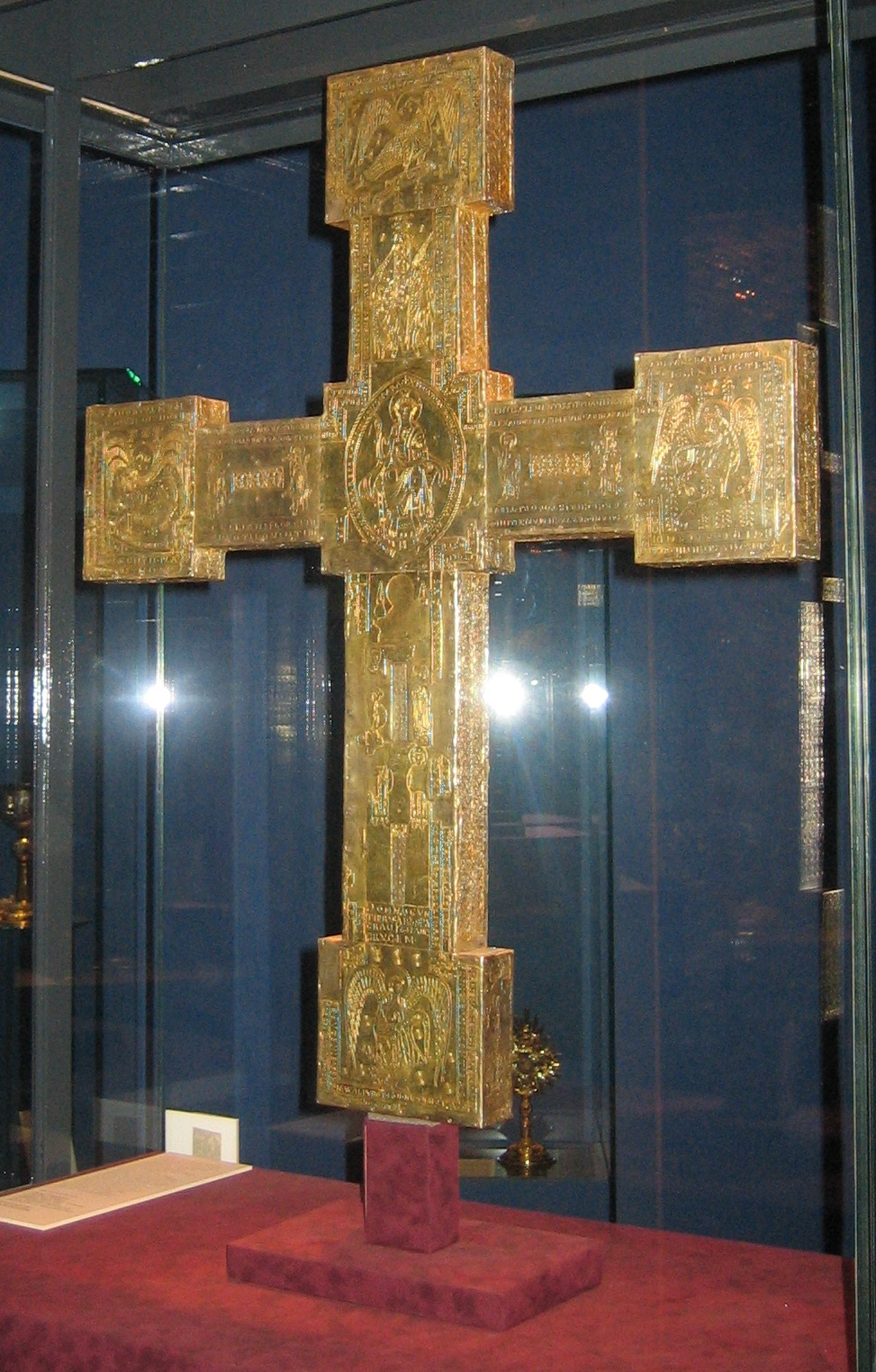
Dos de la Croix d'Adélaïde.

La Croix d'Adélaïde est une relique du XIe siècle, sous la forme d'une crux gemmata, qui contiendrait des fragments de la Vraie Croix. Offerte par Adélaïde de Rheinfelden à l'abbaye Saint-Blaise en 1079, elle est ensuite déplacée à l'abbaye Saint-Paul du Lavanttal, où elle se trouve encore. Elle est la plus grande croix reliquaire allemande du Haut Moyen Âge.
Composée de bois recouvert de feuilles d'argent doré, et décorée de gemmes, de pierres précieuses et de perles, elle mesure 82,9 cm de haut, 65,4 cm de large et 7,4 à 7,8 cm d'épaisseur.La Croix d'Adélaïde est une relique du XIe siècle, sous la forme d'une crux gemmata, qui contiendrait des fragments de la Vraie Croix. Offerte par Adélaïde de Rheinfelden à l'abbaye Saint-Blaise en 1079, elle est ensuite déplacée à l'abbaye Saint-Paul du Lavanttal, où elle se trouve encore. Elle est la plus grande croix reliquaire allemande du Haut Moyen Âge.
Composée de bois recouvert de feuilles d'argent doré, et décorée de gemmes, de pierres précieuses et de perles, elle mesure 82,9 cm de haut, 65,4 cm de large et 7,4 à 7,8 cm d'épaisseur.La Croix d'Adélaïde est une relique du XIe siècle, sous la forme d'une crux gemmata, qui contiendrait des fragments de la Vraie Croix. Offerte par Adélaïde de Rheinfelden à l'abbaye Saint-Blaise en 1079, elle est ensuite déplacée à l'abbaye Saint-Paul du Lavanttal, où elle se trouve encore. Elle est la plus grande croix reliquaire allemande du Haut Moyen Âge.
Composée de bois recouvert de feuilles d'argent doré, et décorée de gemmes, de pierres précieuses et de perles, elle mesure 82,9 cm de haut, 65,4 cm de large et 7,4 à 7,8 cm d'épaisseur.